# High Places
High Places est un groupe de rock indépendant américain, originaire du quartier de Brooklyn, à New York. High Places est un duo entre le musicien Rob Barber et la chanteuse Mary Pearson, créé en 2006.

## Biographie
Pearson et Barber se rencontrent alors que Mary passait son diplôme à la Western Michigan University et Rob travaillait dans l'art visuel, enseignant la lithographie à New York. Ils jouaient chacun de leur côté en solo, Mary sous Transformation Surprise, et Rob sous The Urxed. Ils se forment sous le nom de High Places en mai 2006, après le déménagement de Mary à New York.
High Places se fait immédiatement connaitre grâce à une critique de Pitchfork de leur EP homonyme publié en 2008. Cet hiver, ils jouent avec The Blow. En juillet 2008, Thrill Jockey publie une collection de singles intitulée 03/07-09/07 en format CD, et High Places annonce une tournée estivale avec No Age avant la sortie de leur premier album studio éponyme. Après s'être délocalisé à Los Angeles et avoir revu leur instrumentation, High Places publie un deuxième album, High Places vs. Mankind, en avril 2010. Leur troisième album studio, Original Colors, adopte une approche plus electro glossy et est publié en 2011. 

## Performances
High Places a joué aux Solomon R. Guggenheim Museum, Whitney Museum of American Art, New Museum et au Kitchen de New York. Ils ont aussi joué au Hirshhorn Museum and Sculpture Garden en 2012 à Washington D.C. À Berlin, ils jouaient au Volksbühne et Berghain. Avec Lucky Dragons, ils jouent avec Whitney Biennial, au Museum of Contemporary Art de Los Angeles, et au REDCAT. High Places effectue régulièrement des tournées jouant avec des groupes comme Deerhunter, No Age, Abe Vigoda, The Blow, Ponytail, Soft Circle, Lucky Dragons, Yacht, Dan Deacon et Xiu Xiu.

## Discographie

### Albums studio
- 2008 : 03/07–09/07 (compilation) (Thrill Jockey)
- 2008 : High Places (Thrill Jockey)
- 2010 : High Places vs. Mankind
- 2011 : Original Colors (Thrill Jockey)

### EP
- 2007 : High Places
- 2007 : Picture Disc
- 2008 : Vision's the First... (b/w Namer)

### Splits
- 2007 : split avec Aa Wedding
- 2008 : split avec Xiu Xiu
- 2009 : split avec Soft Circle (PPM Records)

### Compilations
- 2007 : Grown Zone (States Rights Records)
- 2007 : Mistletonia (Mistletone Records)
- 2008 : Love and Circuits (Cardboard Records)

### Autres
- 6 song demo CD-R (2006)
- Can't Feel Born 12" (2010)